# Progressive Corporation
 (mars 2025).
Progressive Corporation est l'un des plus importants fournisseurs d'assurance automobile aux États-Unis. La société assure aussi les motos, les bateaux, les caravanes et les véhicules commerciaux et fournit aussi des assurances habitations grâce à des assureurs partenaires. Progressive est également présent à l'étranger, notamment en Australie où elle propose des assurances automobile. La société a été cofondée en 1937 par Jack Green et Joseph M. Lewis. Le siège de l'entreprise est situé à Mayfield Village dans l'Ohio.

## Histoire
Progressive est fondée en 1937 par Joseph Lewis et Jack Green sous le nom de Progressive Insurance Company. À partir de 1956, l'entreprise exploite une niche en assurant les conducteurs les plus dangereux. En 1987, les primes d'assurance perçues pas l'entreprise dépassent le milliard de dollars[source insuffisante]. En 2016, ce nombre a dépassé les 20 milliards de dollars[source insuffisante]. L'entreprise s'est fait une réputation d'innovante dans son secteur. Elle se targue d'être la première compagnie d'assurance automobile à avoir disposé d'un site web permettent aux clients d'acheter des contrats d'assurance par l'intermédiaire de ce site. Plus tard l'entreprise a lancé un site internet mobile et une application permettant au client de gérer ses contrats[source insuffisante]. Elle a également été la première à disposer d'un service permettant de recevoir les réclamations des clients 24h/24 7j/7[source insuffisante]. 